# لیمن آر. کیسی
لیمن آر. کیسی (به انگلیسی: Lyman R. Casey) سناتور سابق عضو حزب جمهوری‌خواه ایالات متحده آمریکا بود. وی در سال ۱۸۸۹ تا ۱۸۹۳ میلادی سناتور ایالت داکوتای شمالی در سنای ایالات متحده آمریکا بود.